# Ugo Foscolo

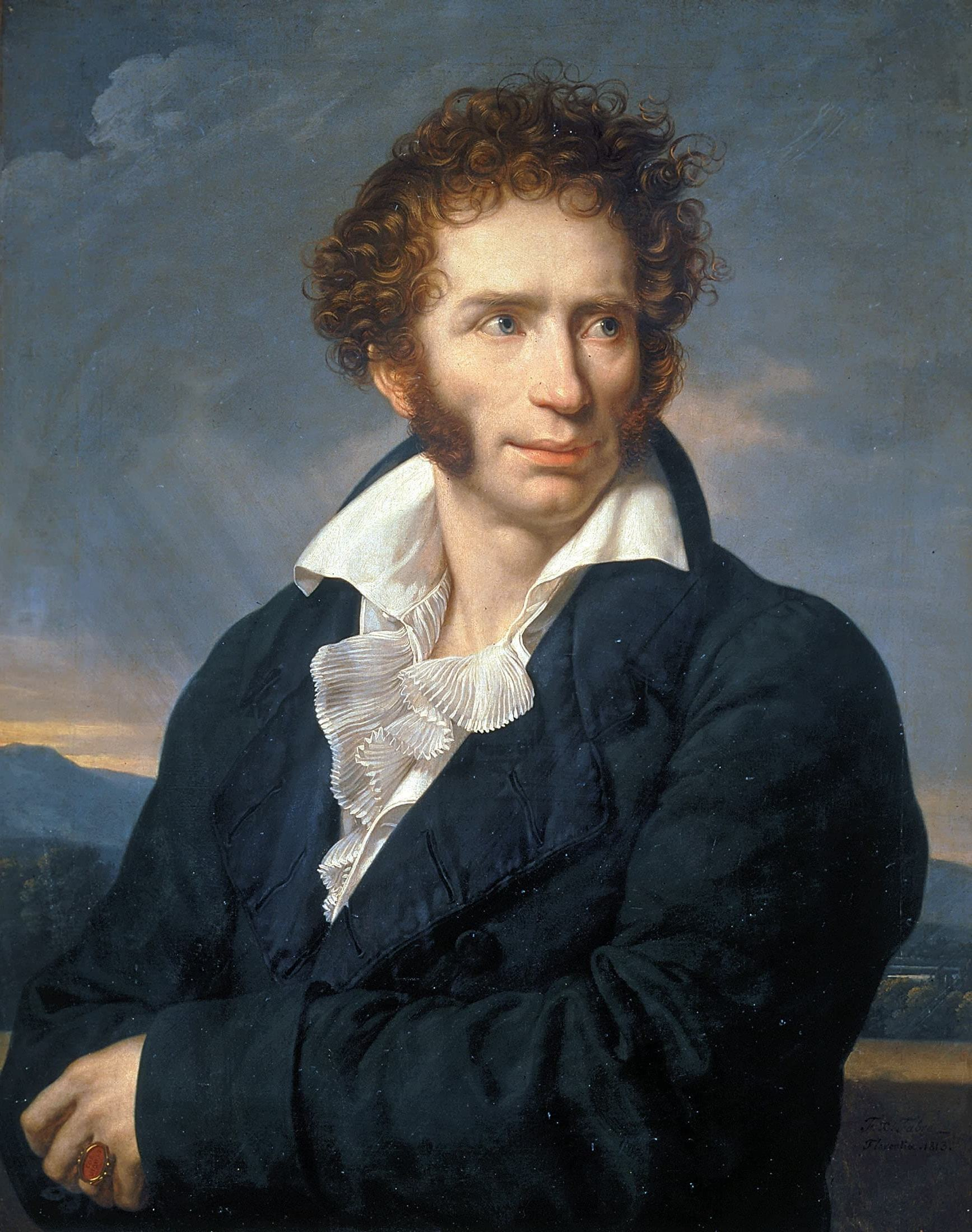
Ugo Foscolo (1813)

Ugo Foscolo, neugriechisch Oúgos Fóskolos (Ούγος Φώσκολος), eigentlich Niccolò Foscolo, (* 6. Februar 1778 in Zakynthos; † 10. September 1827 in Turnham Green bei London) war ein italienischer Dichter.

## Leben
Foscolo entstammte einer der alten Familien Venedigs. Er war der Sohn des Arztes Andrea Foscolo und dessen griechischer Ehefrau Diamantina Spathis. Sein Vater leitete seit 1774 das Krankenhaus in Split; als er 1788 starb, hinterließ er die Familie in großen Schwierigkeiten. Deshalb ließ sich die Mutter 1792 mit Ugo wieder in Venedig nieder.
Von dort aus ging Foscolo mit 19 Jahren an die Universität Padua, um zu studieren. Zu Beginn seines eigenen literarischen Schaffens 1795 legte er seinen Vornamen ab und nahm den Vornamen Ugo an. Bereits zwei Jahre später konnte er mit seiner Tragödie Tieste in seiner Heimatstadt erfolgreich debütieren. Politisch engagiert und äußerst interessiert, die österreichische Besatzung loszuwerden, begeisterte sich Foscolo an der französischen Revolution. Er erwartete sich – wie viele seiner Landsleute – von Napoleon Bonaparte ein erneuertes befreites Italien. In einigen seiner Oden preist Foscolo Napoleon als Befreier.
Von Venedig begab er sich nach Mailand, wo er die Bekanntschaft der Schriftsteller Giuseppe Parini und Vincenzo Monti machte, die ebenso dachten wie er. Verschiedener politischer Ansichten wegen gingen Monti und Foscolo später wieder getrennte Wege. Foscolo wollte nicht nur am Schreibtisch für Italien kämpfen und trat deshalb als Freiwilliger in die französische Armee, die cisalpinische Legion, ein. Unter dem Befehl von General André Masséna war Foscolo unter anderem in Genua, nahm an der Schlacht bei Marengo teil und kehrte desillusioniert und enttäuscht nach Mailand zurück.
Dort vollendete er seinen bereits in Padua begonnenen Roman Ultime lettere di Jacopo Ortis, der gleich nach seinem Erscheinen als der Werther Italiens gefeiert wurde. Politisch immer noch sehr engagiert, ließ sich Foscolo als Deputierter der cisalpinischen Republik aufstellen. Als solcher nahm er auch an verschiedenen Versammlungen teil, unter anderem in Lyon. Nach seiner Rückkehr zog er sich etwas ins Privatleben zurück und übersetzte nebenbei die Hymne Das Haar der Berenike von Kallimachos und veröffentlichte sie mit einem umfangreichen Kommentar.

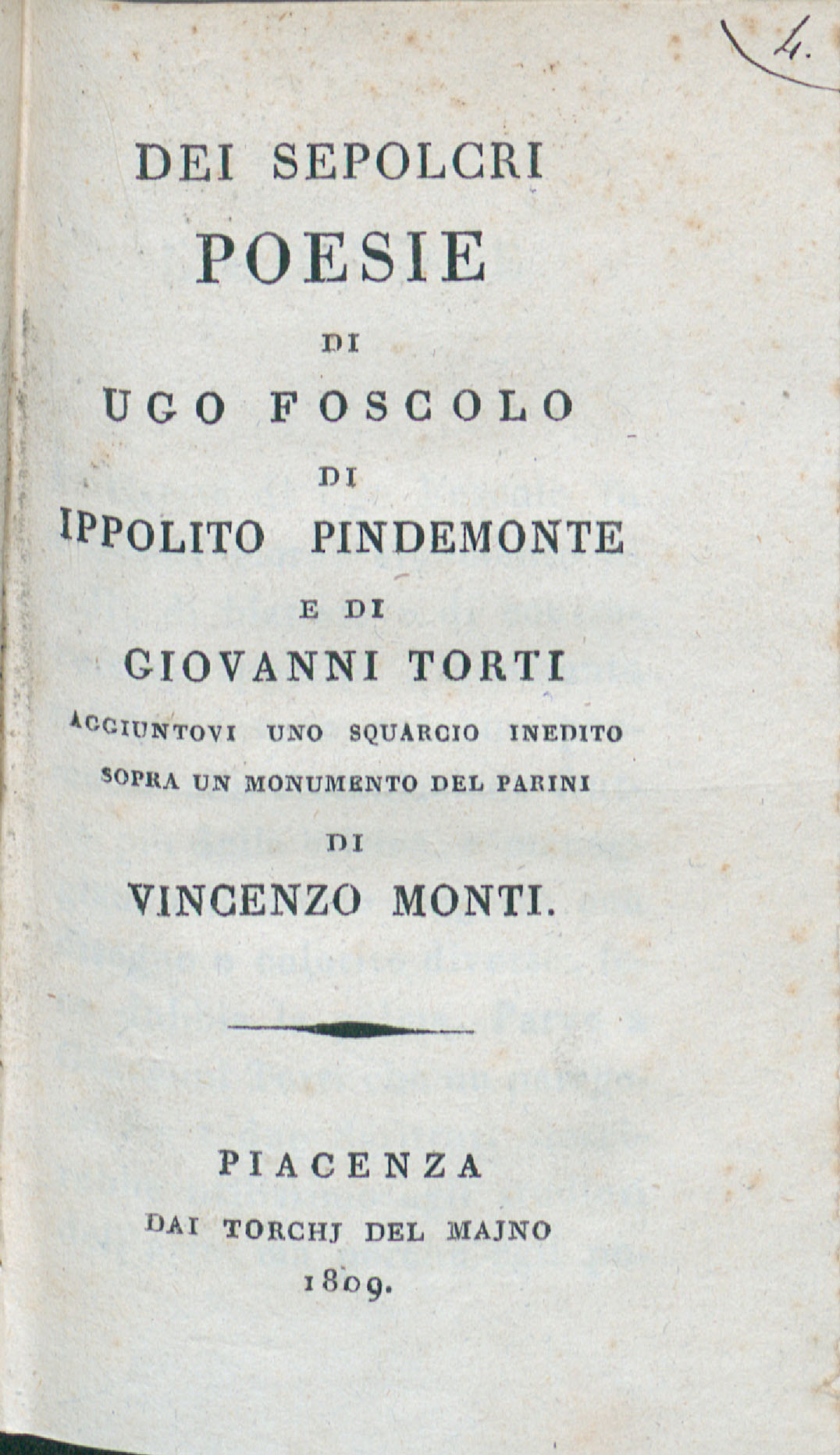
Dei sepolcri, 1809

1805 schloss sich Foscolo im Rang eines Captains wieder der französischen Armee an und wurde bei Bologna stationiert. Da aber ein Feldzug gegen Großbritannien aus politischen Gründen unterblieb, kehrte er nach Mailand zurück. Dort entstand unter seiner Federführung nicht nur eine Werkausgabe von Raimondo Montecuccoli, sondern auch 1807 eines seiner schönsten Gedichte, I sepolcri. Zwei Jahre später berief man Foscolo an den Lehrstuhl für Rhetorik an der Universität Pavia. Seine Antrittsvorlesung trug den Titel Discorso dell’origine e dell’ufficio della litteratura. Doch bereits nach wenigen Monaten wurde dieser Lehrstuhl verboten.
Zurück in Mailand, widmete sich Foscolo wieder seinem eigenen literarischen Schaffen und veröffentlichte seine zweite Tragödie Ajace. Die darin enthaltenen politischen Anspielungen brachten ihm die Ausweisung aus der Lombardei ein. Er ließ sich in Florenz nieder und schuf dort seine Riccarda. Diese Tragödie war ebenfalls ob ihres politischen Inhalts umstritten und Foscolo sah sich wiederum Repressalien ausgesetzt. Deshalb kehrte er 1813 nach Mailand zurück. Nach der Machtübernahme durch die österreichischen Truppen emigrierte Foscolo nach Hottingen bei Zürich. Im schweizerischen Exil verfasste er gegen Österreich die äußerst bittere Satire Didymi Clerici prophetae minimi hypercalypseos liber singularis. 1816 emigrierte er nach London, wo ihm als berühmtem Schriftsteller quasi alle Türen offen standen.
In London entstanden, neben seiner Arbeit bei verschiedenen britischen Zeitschriften und Zeitungen, Saggi sul Petrarca und Discorso sul testo di Dante und er schuf eine vielbeachtete Bearbeitung von Dante Alighieris Göttlicher Komödie. Ab 1823 hielt Foscolo auch Vorlesungen über die italienische Sprache und Literatur.
Da Foscolo über seine Verhältnisse lebte, verarmte er trotz gestiegener Einnahmen immer mehr. Gerade beim Kartenspiel gab er mit der Zeit ein kleines Vermögen aus. Völlig verarmt und einsam starb der einst gefeierte Schriftsteller im Alter von 49 Jahren am 10. September 1827 in Turnham Green bei London. Seine letzte Ruhestätte fand er auf dem Friedhof von Chiswick. 1871 wurden seine Überreste nach Italien überführt und in der Kirche Santa Croce zu Florenz begraben.

## Werke
- Ode a Bonaparte liberatore
- Ajace
- Tieste (1797)
- Per Luigia Pallavicini caduta da cavallo
- All’amica risanata
- I sonetti
- Ultime lettere di Jacopo Ortis (1802)
- I sepolcri (1807)
- Didymi clerici prophetae minimi hypercalypseos liber singularis
- Discorso sul testo di Dante (London, 1826)
- Le grazie
- Laura
- Orazione a Buonaparte
- Riccarda
- Saggi sul Petrarca (London, 1826)